# Диаметрална железопътна линия (Варшава)
 Диаметралната линия във Варшава (на полски: Kolej średnicowa w Warszawie) е 7-километрова железопътна линия, пресичаща Централна Варшава от изток на запад.
Открита през 1933 г., тя е електрифицирана през 1936 г. Отначало има само 2 релсови пътя, а нови 2 са добавени през 1949 г. В междинната си част линията преминава през тунел с дължина 2,31 km. Прекосява река Висла през Средничовия жп. мост с дължина 445 m, който е разположен между Понятовския мост и моста Свети Кръст.
Варшавската диаметрална линия осигурява пряка връзка между гарите Варшава-Изток и Варшава-Запад. До 1945 г. по средата на тази линия се намира гара Варшава Главна, която днес е заместена от разположената по-западно гара Варшава Централна, обслужваща далекопосочни линии.
След 1970 г. по старото южно трасе се ползва от регионалните железопътни линии със станции от изток на запад Warszawa Stadion, Warszawa Powiśle, Warszawa Śródmieście PKP и Warszawa Ochota. Използва се 3-то трасе от крайградските линии на лекото метро WKD.

## Галерия
- Откриването на линията, 1933
- Западната част на диаметралата в центъра на Варшава
- Варшавската диаметрала при станция Warszawa Ochota
- Тунел на линията при станция Warszawa Śródmieście
- ЖП-виадукт в Повислието
- Средничовият мост над Висла